# Ecovacs Robotics
 (mars 2025).
Ecovacs Robotics (chinois : 科沃斯 ; pinyin : Kēwòsī ) est une société chinoise. Elle est surtout connue pour avoir développé des appareils robotisés domestiques. La société a été fondée en 1998 par Qian Dongqi et son siège social est à Suzhou, en Chine. Selon Global Asia, Ecovacs Robotics détenait plus de 60 % du marché chinois des robots en 2013. En 2023, Nikkei Asia avait rapporté que la capitalisation boursière d'Ecovacs Robotics avait atteint près de 6,38 milliards de dollars, soit « environ 5 fois » la capitalisation boursière de son concurrent américain iRobot.

## Histoire

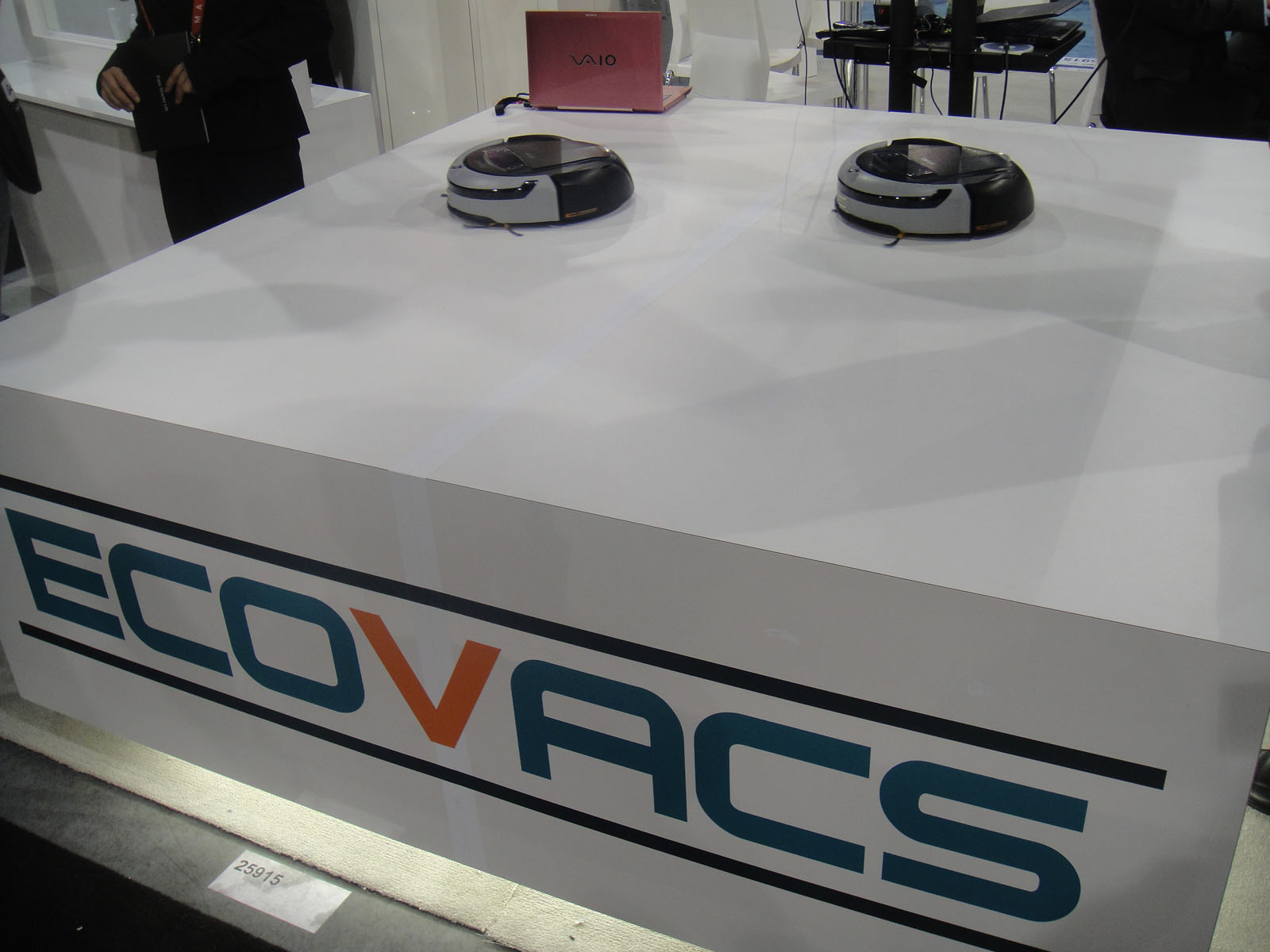
Ecovacs Robotics au CES 2012

En 1998, Qian Dongqi a fondé Ecovacs Robotics en tant que fabricant d'équipements d'origine pour aspirateurs sous le nom de TEK Electrical Company. L'entreprise a changé de nom fin 2006 pour devenir un fabricant d'appareils robotisés pour le nettoyage domestique. En 2007, Ecovacs Robotics a lancé sa série de nettoyeurs de sol Deebot.
De 2012 à 2014, Ecovacs Robotics a étendu son influence avec des bureaux aux États-Unis, en Allemagne et au Japon. La société a également lancé des produits pour le divertissement mobile et la sécurité, la purification de l'air et le nettoyage des vitres. La société Ecovacs Robotics a collaboré et s'est associé à Marvel Entertainment pour des Deebots en édition limitée pour coïncider avec la sortie de Captain America : Civil War.
Lors de la 32e conférence sur la sécurité DEF CON, les chercheurs ont présenté une documentation sur les failles de sécurité des produits Ecovacs, notamment la possibilité d'enregistrer à distance et en silence les utilisateurs dans leur domicile en utilisant des connexions Bluetooth non sécurisées. Ecovacs n'a pas reconnu le rapport avant sa publication par les chercheurs, mais dans une déclaration publiée après la conférence, Ecovacs a indiqué qu'il ne publierait pas de correctifs logiciels pour les vulnérabilités associées.

## Produits
L’entreprise produit le DEEBOT, un robot aspirateur/nettoyeur de sol, l'ATMOBOT, un robot purificateur d'air et le WINBOT, un robot nettoyeur de vitres ainsi que le GOAT,. Deebot est un aspirateur de nettoyage de sol, qui utilise une technologie de mouvement intelligente qui guide le robot qui peut aspirer et nettoyer les sols à l'eau,. Winbot est un robot nettoyeur de vitres qui a fait ses débuts au Consumer Electronics Show de Las Vegas,,. Ecovacs a présenté BENEBOT, un robot d'assistance aux achats, au Consumer Electronics Show. En août 2016, Ecovacs a lancé l'UNIBOT, un robot doté de fonctions de nettoyage des sols, de surveillance de la maison et de purification de l'air. En 2021, Ecovacs lance le DEEBOT T9+, un aspirateur robot. Le GOAT est un robot tondeuse.
Ecovacs Robotics vend également des aspirateurs laveurs balais sans fil sous la marque Tineco.

## Récompenses
L'entreprise a été récompensée par le Consumer Electronics Show pour son robot de nettoyage de panneaux solaires, recevant le CES Innovation Award de 2015,.